# Райнсторф
Райнсторф (нім. Reinstorf) — громада в Німеччині, розташована в землі Нижня Саксонія. Входить до складу району Люнебург. Складова частина об'єднання громад Остгайде.
Площа — 30,29 км2. Населення становить 1244 ос. (станом на 31 грудня 2021).